# Brachoria hoffmani
Brachoria hoffmani är en mångfotingart som beskrevs av Keeton 1959. Brachoria hoffmani ingår i släktet Brachoria och familjen Xystodesmidae. Inga underarter finns listade i Catalogue of Life.